# Pleospora kudjurica
Pleospora kudjurica är en svampart som beskrevs av Petr. 1949. Pleospora kudjurica ingår i släktet Pleospora och familjen Pleosporaceae.   Inga underarter finns listade i Catalogue of Life.